# Casa dos Bicos
La Casa dos Bicos o Casa de Brás de Albuquerque se localiza en el barrio de la Alfama de Lisboa. Fue construida en 1523, con diseño de Francisco de Arruda, por orden de Brás de Albuquerque, hijo natural del conquistador de Ormuz, Afonso de Albuquerque, para servir de vivienda. Está situada al este de la Praça do Comércio, cerca de donde se encontraban la Alfândega, el "Tribunal das Sete Casas" y la "Ribeira Velha" (un mercado de pescado y productos de hortícolas, con lonjas de comida y vino).

## Descripción

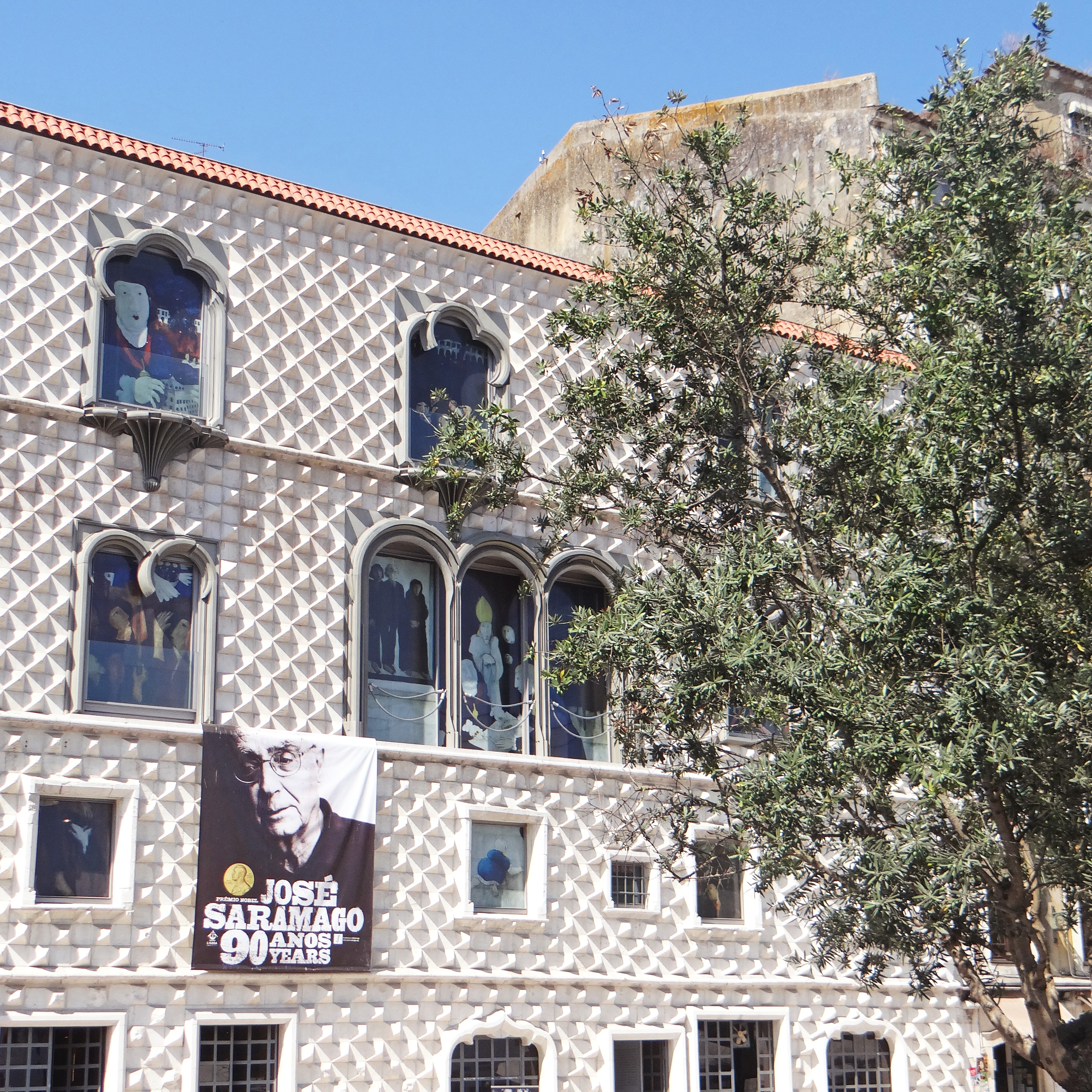
La Fundación José Saramago está abierta en la Casa dos Bicos desde 2012

Su fachada está revestida de piedras talladas en forma de punta de diamante, los llamados "bicos", siendo un ejemplo único de arquitectura civil residencial lisboeta en Lisboa. Los "bicos" demuestran una clara influencia del Renacimiento italiano. De hecho, el dueño de la casa, Brás de Albuquerque, la mandó construir después de un viaje por Italia, donde había visto el Palacio de los Diamantes de Ferrara y el Palacio Bevilacqua, en Bolonia. Las puertas y ventanas tienen una distribución y tamaños diversos, lo que concede al edificio cierto encanto, reforzado por el trazado de las ventanas de los pisos superiores, libremente inspiradas en los arcos trilobulados de la época.
En la planta inicial tenía dos fachadas de piedras cortadas en pirámide y colocadas de forma desencontrada, donde sobresalían dos puertas manuelinas, la central y la del extremo oriental, además de otros dos plantas nobles. La fachada menos importante se encontraba orientada hacia el río.
Tras el terremoto de Lisboa de 1755, todo el edificio quedó destruido y desaparecieron los dos últimos pisos. La familia Albuquerque vendió la casa en 1973, y fue utilizada durante un tiempo como almacén y como sede de comercio de bacalao.
En 1983, por iniciativa del comisariado de la XVII Exposición Europea de Arte, Ciencia y Cultura, fue reconstruida y devuelta a su configuración inicial, y sirvió como local de exposiciones. Hoy en día la Casa dos Bicos pertenece a la Cámara Municipal de Lisboa, quien ha cedido su total utilización a la Fundación José Saramago para fijar en el edificio su sede principal.
Desde 2012 la Fundación José Saramago está abierta al público en la Casa dos Bicos, donde ofrece a los visitantes una exposición permanente sobre la vida y obra del escritor José Saramago y donde celebra diferentes eventos de tipo cultural.